# Štuka
 Ovo je glavno značenje pojma Štuka. Za njemačkog bombardera pogledajte Junkers Ju 87.
Štuka (Esox lucius) je riba iz porodice Esocidae. Ima vretenasto tijelo i veliki je grabežljivac. To njegovo vretenasto tijelo završava karakterističnom glavom, širokom i spljoštenom, u obliku pačjeg kljuna. Čeljust joj je opremljena s oko 700 zuba, nagnutih prema unutra. Oči, smještene na vrhu glave, omogućavaju joj široko vidno polje. Leđna peraja, položena na vrhu stražnjeg dijela tijela, služi joj za snažan zalet kad odluči napasti plijen!
Pore na glavi, smještene na obje donje čeljusti povezane s bočnom linijom, omogućuju štuki da osjeti i najmanju vibraciju s velike daljine.
Boje njezinog tijela pogodne su za savršenu kamuflažu: leđa, tamno zelene boje koja ide do crne, prošarana svjetlijim trakama, dok su bokovi zelenkasti, a trbuh bijel. 

## Stanište i ponašanje
Iako je možemo naći u skoro svim tipovima voda, od ušća do malih rijeka, štuka ipak najviše voli mirne vode, spore tekućice bogate vodenom vegetacijom i pune raznih prepreka, potopljenih stabala, nasutog kamenja, korijenja… gdje se ona može skrivati i proći nezapažena. Ona je samotnjak i oštro brani svoj teritorij protiv svih uljeza, čak i kad su njezine vrste.
Štuka se ne udaljava previše u potrazi za hranom. Ona je lovac u zasjedi, sposobna satima stajati nepomično, glave položene niže od ostatka tijela, jedva mičući trbušnom perajom. Kad je u vodoravnom položaju, nimalo agresivnog izgleda, to je znak da je probavljanje završeno. Ali kad joj je glava usmjerena prema gore, spremna je na skok i to je znak za opći bijeg ostalim ribama.

## Način hranjenja
Odmah po rođenju, mlađ se hrani planktonom i ličinkama raznih kukaca. Brzo rastu, u samo šest tjedana dosegnu 6 do 8 cm. Nakon što dosegnu tu veličinu, zanima ih samo riba.
U pravilu, štuka napada samo bolesne, ranjene i spore ribe, ali kad se ukaže prilika, baca se i na žabe i glodavce.

## Razmnožavanje
Ovisno o regiji, štuka se razmnožava od veljače na jugu, do svibnja na sjeveru. Ženke biraju plitka mjesta, bogata travom gdje, čim voda dosegne 10-11°C, polažu oko 20 000 jaja koja mužjaci odmah oplođuju.
Jaja sazru desetak dana kasnije. Tijekom sljedećih desetak dana, novorođenčad, još bez usta, stoje zakačena jednim otvorom (sisaljkom) za podlogu. Kad taj period završi, mlađ se uspravlja i započinje plivati i loviti.

## Strani nazivi
Pike (engleski); Hecht, Schmuck (njemački); luccio (talijanski); lucio (španjolski); brochet (francuski); щука (ruski); szczupak (poljski).

## Vanjske poveznice
|  | Zajednički poslužitelj ima stranicu o temi Esox lucius    |
|  | Zajednički poslužitelj ima još gradiva o temi Esox lucius |
|  | Wikivrste imaju podatke o taksonu Esox lucius             |